# NK Petrova gora Vojnić
Petrova gora je nogometni klub iz Vojnića. Natječe se u Drugoj županijskoj ligi Karlovačke županije.
Klub je obnovljen na 60-u godišnjicu od osnivanja, 2006. godine. Obnovili su ga Srbi povratnici u Vojnić, a okosnicu kluba čine bivši pioniri Petrove gore koji su igrali za klub 1995. godine[nedostaje izvor].
Klub djeluje u pet sekcija: limači, mlađi pioniri, pioniri, juniori i seniori.

## Povijest
NK Petrova gora osnovan je 22. veljače 1946. godine. Prva boja kluba bila je crveno-crna, što je karakteristična boja Korduna: crvena, kao prolivena krv, a crna kao tuga i žal. Dolaskom Marka Novkovića, sredinom 1960-ih godina u Vojnić, uz čije ime su vezni gotovo svi uspjesi, klub postaje zelen. Boju mu određuje njegovo ime, planina Petrova gora.
Do 1991. godine, Petrova gora natjecala se u 4. ligi tadašnje države (pobjednik Zagrebačke lige je razigravao za popunu Hrvatske lige tj. 3. lige). Raspadom SFRJ, Vojnić se našao u RSK, te se Petrova gora natjecala u prvenstvu RSK. Klub se gasi 1995. godine nakon operacije Oluja i odlaska srpskog stanovništva iz Vojnića.
Ponovnim pokretanjem kluba, krenulo se iz najniže moguće lige - 2006. godine u 3. ligi Karlovačke županije. Prvu sezonu klub je završio u sredini tablice. Sezone 2007./08. klub osvaja prvo mjesto i odlazi u viši razred - Drugu ŽNL Karlovačku. U sezoni 2008./09. natjecanje je završio na četvrtom, a sezonu 2009./10. na drugom mjestu. Sezonu 2013./14. Petrova gora završava na drugoj poziciji, pa umjesto prvoplasirane NK Dobra Novigrad na Dobri u sezoni 2014./15. nastupa u Prvoj ŽNL Karlovačke županije. Debitantska sezona u 1. ŽNL je završena neslavno, pošto je Petrova gora zauzela posljednje (deseto) mjesto, te je od sezone 2015./16. ponovno županijski drugoligaš i igra u grupi "Sjever".

### Uspjesi kluba kroz povijest
| Sezona                              | Liga                                                             | Plasman                                                          |
| ----------------------------------- | ---------------------------------------------------------------- | ---------------------------------------------------------------- |
| 1947./48.                           | Prvenstvo nogometnog centra Zagreb IV grupa                      | 2. mjesto                                                        |
| 1948./49.                           | Prvenstvo nogometnog centra Zagreb                               |                                                                  |
| 1950.                               | 1. oblasna nogometna liga Karlovac                               | 3. mjesto                                                        |
| 1951.                               | klub se nije natjecao                                            | klub se nije natjecao                                            |
| 1952.                               | Zonska nogometna liga Karlovac                                   | 4. mjesto                                                        |
| 1952./53.                           | Zonska nogometna liga Karlovac                                   | 3. mjesto                                                        |
| 1953./54.                           | Zonska nogometna liga Karlovac                                   | 7. mjesto                                                        |
| 1954./55.                           | Karlovačka nogometna liga                                        | 5. mjesto                                                        |
| 1955./56.                           | Karlovačka nogometna liga                                        | 5. mjesto                                                        |
| 1956./57.                           | Podsavezna nogometna liga NP Karlovac Sjeverna grupa             | 11. mjesto                                                       |
| 1956. – 1962. klub se nije natjecao |                                                                  |                                                                  |
| 1962./63.                           | 2. liga NP Karlovac                                              | 2. mjesto                                                        |
| 1963./64.                           | klub se nije natjecao                                            | klub se nije natjecao                                            |
| 1964./65.                           | Podsavezna nogometna liga NP Karlovac                            | 7. mjesto                                                        |
| 1965./66.                           | Podsavezna nogometna liga NP Karlovac                            | 6. mjesto                                                        |
| 1966./67.                           | Podsavezna nogometna liga NP Karlovac                            | Odustala na početku prvenstva (14. mjesto)                       |
| 1967./68.                           | 2. podsavezna liga NP Karlovac                                   | 1. mjesto                                                        |
| 1968./69.                           | Područna nogometna liga NSP Karlovac 1. razred                   | 6. mjesto                                                        |
| 1969./70.                           | Područna nogometna liga NSP Karlovac 1. razred                   | 8. mjesto                                                        |
| 1970./71.                           | Međupodručna nogometna liga NSP Karlovac                         | 6. mjesto                                                        |
| 1971./72.                           | Područna nogometna liga NSP Karlovac                             | Odustala nakon jesenskog dijela prvenstva (11. mjesto)           |
| 1972./73.                           | Područna nogometna liga NSP Karlovac                             | 4. mjesto                                                        |
| 1973./74.                           | Područna nogometna liga NSP Karlovac                             | 2. mjesto                                                        |
| 1974./75.                           | Međupodručna nogometna liga Karlovac                             | 6. mjesto                                                        |
| 1975./76.                           | Područna nogometna liga NSP Karlovac 1. razred                   | 7. mjesto                                                        |
| 1976./77.                           | klub se nije natjecao zbog jednogodišnje kazne nogometnog saveza | klub se nije natjecao zbog jednogodišnje kazne nogometnog saveza |
| 1977./78.                           | 2. općinska nogometna liga Karlovac                              | 2. mjesto                                                        |
| 1978./79.                           | 1. općinska nogometna liga Karlovac                              | 7. mjesto                                                        |
| 1979./80.                           | 1. općinska nogometna liga Karlovac                              | 9. mjesto                                                        |
| 1980./81.                           | 1. općinska nogometna liga Karlovac                              | 6. mjesto                                                        |
| 1981./82.                           | 1. općinska nogometna liga Karlovac                              | 3. mjesto                                                        |
| 1982./83.                           | 1. općinska nogometna liga Karlovac                              | 8. mjesto                                                        |
| 1983./84.                           | 1. općinska nogometna liga Karlovac                              | 1. mjesto                                                        |
| 1984./85.                           | Regionalna nogometna liga Karlovac – Sisak – Gospić              | 7. mjesto                                                        |
| 1985./86.                           | Regionalna nogometna liga Karlovac – Sisak – Gospić              | 3. mjesto                                                        |
| 1986./87.                           | Regionalna nogometna liga Karlovac – Sisak – Gospić              | 5. mjesto                                                        |
| 1987./88.                           | Zagrebačka regionalna nogometna liga                             | 12. mjesto                                                       |
| 1988./89.                           | Zagrebačka regionalna nogometna liga – Jug                       | 18. mjesto                                                       |
| 1989./90.                           | Međuopćinska nogometna liga Karlovac – Gospić                    | 7. mjesto                                                        |
| 1990./91.                           | Međuopćinska nogometna liga Karlovac – Gospić                    | 7. mjesto                                                        |
| 1991./92.                           | Klub nije djelovao                                               | Klub nije djelovao                                               |
| 1992./93.                           | Prvenstvo RSK – Liga Banije i Korduna                            | 3. mjesto                                                        |
| 1993. – 1995. Prvenstvo RSK         |                                                                  |                                                                  |
| 1995. – 2006. Klub bio ugašen       |                                                                  |                                                                  |
| 2006./07.                           | 3. ŽNL Karlovačka                                                | sredina tablice                                                  |
| 2007./08.                           | 3. ŽNL Karlovačka                                                | 1. mjesto                                                        |
| 2008./09.                           | 2. ŽNL Karlovačka                                                | 4. mjesto                                                        |
| 2009./10.                           | 2. ŽNL Karlovačka                                                | 2. mjesto                                                        |
| 2010./11.                           | 2. ŽNL Karlovačka                                                | 3. mjesto                                                        |
| 2011./12.                           | 2. ŽNL Karlovačka                                                | 8. mjesto                                                        |
| 2012./13.                           | 2. ŽNL Karlovačka                                                | 4. mjesto                                                        |
| 2013./14.                           | 2. ŽNL Karlovačka                                                | 2. mjesto                                                        |
| 2014./15.                           | 1. ŽNL Karlovačka                                                | 10. mjesto                                                       |
| 2015./16.                           | 2. ŽNL Karlovačka – Sjever                                       | 2. mjesto                                                        |
| 2016./17.                           | 2. ŽNL Karlovačka – Sjever                                       | 4. mjesto                                                        |

## Poveznice i izvori
- O klubu na stranicama općine Vojnić  Arhivirana inačica izvorne stranice od 5. ožujka 2016. (Wayback Machine)
- NK Kupa: natjecanja  Arhivirana inačica izvorne stranice od 7. ožujka 2016. (Wayback Machine)